# Erwin Blask
Erwin Blask (* 20. März 1910 in Friedrichsheyde, Ostpreußen; † 6. Februar 1999 in Frankfurt am Main) war ein deutscher Leichtathlet, der bei den Olympischen Spielen 1936 in Berlin Zweiter im Hammerwurf wurde und 1938 einen Weltrekord aufstellte. 

## Leben
Erwin Blask wurde 1910 in Ostpreußen als zehntes Kind geboren. Er heiratete Dora (Dorle) Voigt, die jüngere Schwester des 400-Meter-Läufers Harry Voigt, der 1936 bei den Olympischen Spielen in Berlin zusammen mit Helmut Hamann, Friedrich von Stülpnagel und Rudolf Harbig die Bronzemedaille in der 4-mal-400-Meter-Staffel gewann (3:11,8 min). Dora Voigt gehörte 1938 zur Weltrekordstaffel über 4-mal 200 Meter und wurde mehrfach deutsche Meisterin über 200 m bzw. mit der Sprintstaffel. Beruflich war Blask Polizist, zuletzt Reviervorsteher in Frankfurt (Main). Bis zu seinem Tod 1999 lebten Erwin und Dorle Blask in Frankfurt (Main).

## Sportliche Laufbahn
Der Ostpreuße Erwin Blask kam auf Grund eines Rundschreibens vom Herbst 1934 zum Hammerwurf, als der damalige amtierende Fachamtsleiter Karl Ritter von Halt Steinstoßer, Kugelstoßer und Diskuswerfer mittlerer Klasse aufforderte, sich zum Hammerwurf umschulen zu lassen. Zu den angeschriebenen Athleten gehörten auch Erwin Blask und Karl Hein. 1935, beim Länderkampf gegen Finnland, übertraf Erwin Blask als erster Deutscher die 50-Meter-Marke mit der Rekordweite von 50,44 m. Er gewann damit eine goldene Uhr, die ein Industrieller aus Pforzheim für den ersten 50-Meter-Wurf als Preis ausgesetzt hatte.
Bei den Olympischen Spielen 1936 in Berlin wurde Erwin Blask Zweiter im Hammerwurf mit 55,04 m (52,55 - 55,04 - ungültig - 54,10 - 54,48 - ungültig) hinter seinem Landsmann Karl Hein, der mit 56,49 m gewann und einen olympischen Rekord erzielte.
Am 27. August 1938 stellte Blask in Stockholm mit 59,00 m einen Weltrekord auf, der bis 1948 Bestand hatte (Imre Németh: 59,02 m). Anfang August 1939 kam Blask in Norrköping (Schweden) auf 58,65 m. Er bestritt auch während des Zweiten Weltkrieges, bis 1943, Wettkämpfe.
Nach dem Zweiten Weltkrieg startete Blask weiter im Hammerwurf. Als Dritter der Deutschen Meisterschaften 1952 verpasste er die Teilnahme an den Olympischen Spielen. Bei den Deutschen Meisterschaften 1953 in Augsburg nahm der 43 Jahre alte Blask als Dritter mit einem Wurf von 53,71 m Abschied vom aktiven Sport.
Er startete in seiner Rekordzeit für den Berliner Sport-Club und trainierte bei Sepp Christmann. Zuvor startete er für den Polizei-SV Königsberg, später für PSV Grünweiß Frankfurt. In seiner aktiven Zeit war er 1,80 m groß und 97 kg schwer.

## Erfolge
- Silbermedaille bei den XI. Olympischen Spielen 1936
- Weltrekord beim Länderkampf in Stockholm 1938 (59,00 m)
- Zweiter bei den Europameisterschaften 1938 (57,34 m)
- Sechsmaliger Deutscher Meister im Hammerwurf und Steinstoßen
- Siebenmalige Verbesserung des Deutschen Hammerwurfrekordes
- Dreimalige Verbesserung des Deutschen Steinstoßrekordes
- Ostpreußischer Meister im Tischtennis